# 1559
1559 је била проста година.

## Догађаји

### Април
- 3. април — Потписан је споразум у Като Камбрезију којим су окончани Италијански ратови.

## Смрти

### Јануар
- 1. јануар — Кристијан III Дански, краљ Данске и Норвешке

### Јул
- 10. јул — Анри II Валоа, француски краљ